# Hostalrich
Hostalrich (en catalán y oficialmente Hostalric) es un municipio y localidad española de la provincia de Gerona, en la comunidad autónoma de Cataluña. El término municipal, ubicado en la comarca de la Selva, tiene una población de 4446 habitantes (INE 2024). La localidad está situada junto al curso del río Tordera.

## Historia
Agricultura de regadío, explotación forestal, ganadería, industria química, alimentaria y papelera. Hostalrich fue en la antigüedad zona de paso obligatorio en la ruta norte-sur, y el único paso natural entre Gerona y Barcelona. En unas prospecciones hechas en el cerro del castillo se encontraron restos del período íbero. En época romana pasaba por este lugar una bifurcación interior de la Vía Augusta. Se encontraron restos de esta vía cuando se construyó la carretera de San Hilario. La población de Hostalrich parece que tuvo su origen en un hostal documentado desde el siglo XI en el sitio llamado Onota, al pie del nominado camino de Francia (antigua vía romana). La primera referencia documental clara de Hostalrich es de 1106, y en ella Guerau Ponce, vizconde de Cabrera, juró fidelidad a Ramón Berenguer III de Barcelona. Las luchas feudales catalanas del final del siglo XII tuvieron eco en el castillo de Hostalrich debido al rebelde temperamento de su señor, Ponce III de Cabrera. Con el tiempo, los de Cabrera convirtieron la villa de Hostalrich en la capital administrativa de los extensos territorios de su vizcondado hasta la extinción de la señoría en el año 1836.

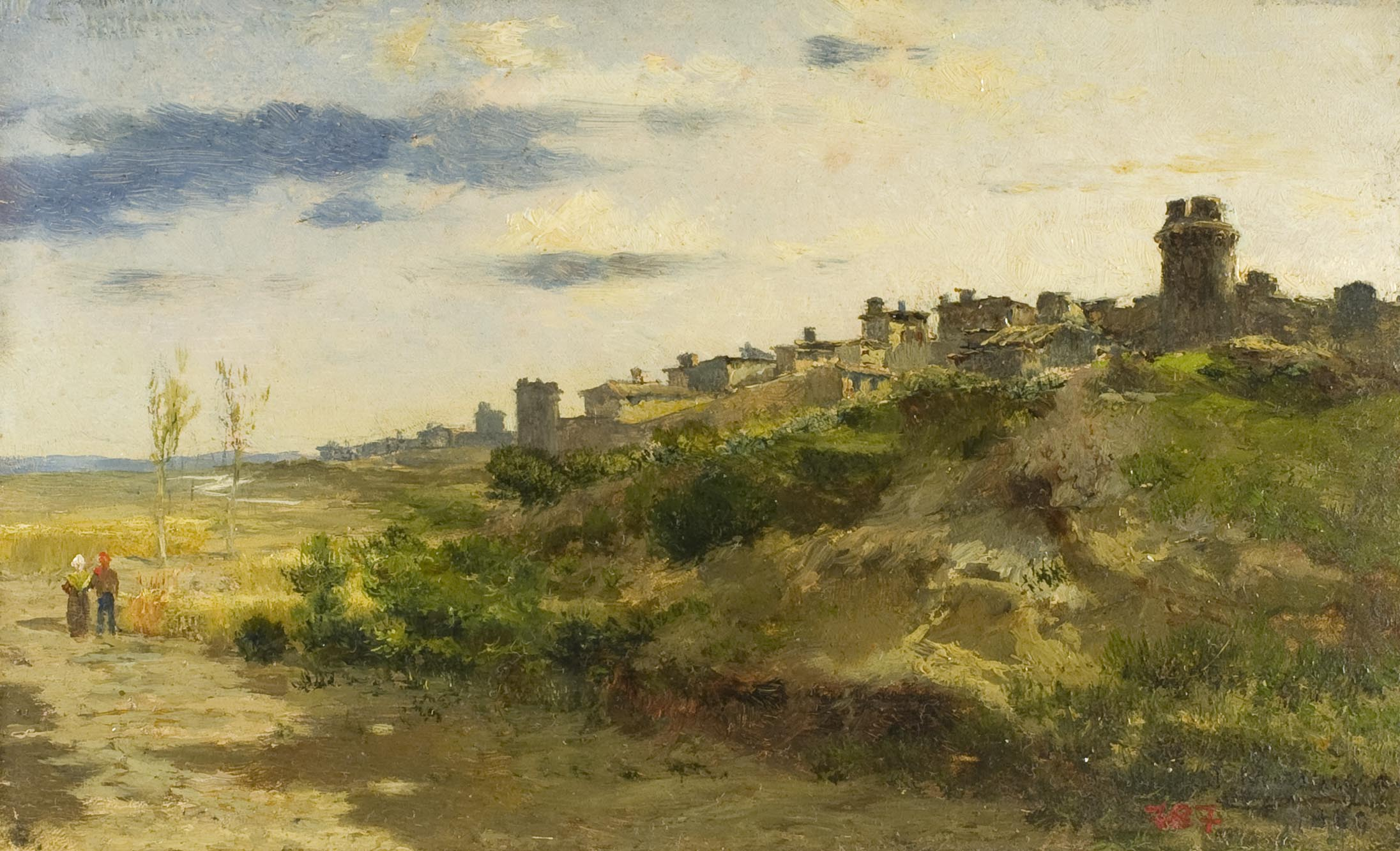
Hostalrich en una pintura de José Masriera

Durante la Guerra de la Independencia (1808-1814), Hostalrich tuvo un papel brillante dando soporte a la entrada de víveres durante el sitio de Gerona y entorpeciendo el paso de las tropas enemigas. Por eso les convenía a los franceses tomar la población. La población fue saqueada e incendiada el 7 de noviembre de 1809 por un ejército de 4000 hombres. Los franceses quemaron todo el pueblo, y sus habitantes tuvieron de refugiarse en pueblos vecinos. En enero de 1810 los franceses tomaron la población e iniciaron un largo asedio al castillo. Durante este tiempo, el coronel Estrada, recibió 4 comunicaciones incitándole a la rendición, pero todas fueron omitidas. El gobernante del castillo no cedía y sus tropas le eran fieles.
Después de cuatro meses de asedio y más de 4000 bombas caídas sobre la fortaleza, la situación era cada vez más crítica. Empezaban a escasear los alimentos y de los 2000 combatientes, solo 1200 estaban en condiciones de coger las armas. El coronel Estrada decidió intentar salvarse abriéndose paso entre el enemigo y el 12 de mayo, toda la guarnición útil huyó de la fortaleza. A la mañana siguiente, el oficial que se quedó a cargo del castillo, lo entregó a los franceses, que permanecieron en el hasta el 3 de junio de 1814.
En 1963 tanto el castillo como las murallas fueron declaradas Bien de Interés Nacional. La población de Hostalrich conserva casi en su totalidad uno de los conjuntos monumentales más notables de la época medieval catalana y está presidida por la imponente fortaleza militar de época moderna. El cuerpo de este rico patrimonio arquitectónico se materializa en emblemáticos y singulares elementos como la torre de los Frailes, la torre del Convento, el recinto amurallado, el portal de Barcelona, la cueva del Relliguer y la fortaleza. El alma de este legado monumental se esconde entre sus piedras y deja entrever una valiosa memoria histórica: desde la capitalidad de Hostalrich sobre el extenso vizcondado de Cabrera durante toda la época medieval, pasando por las luchas feudales y guerras civiles hasta llegar a la Guerra de la Independencia.

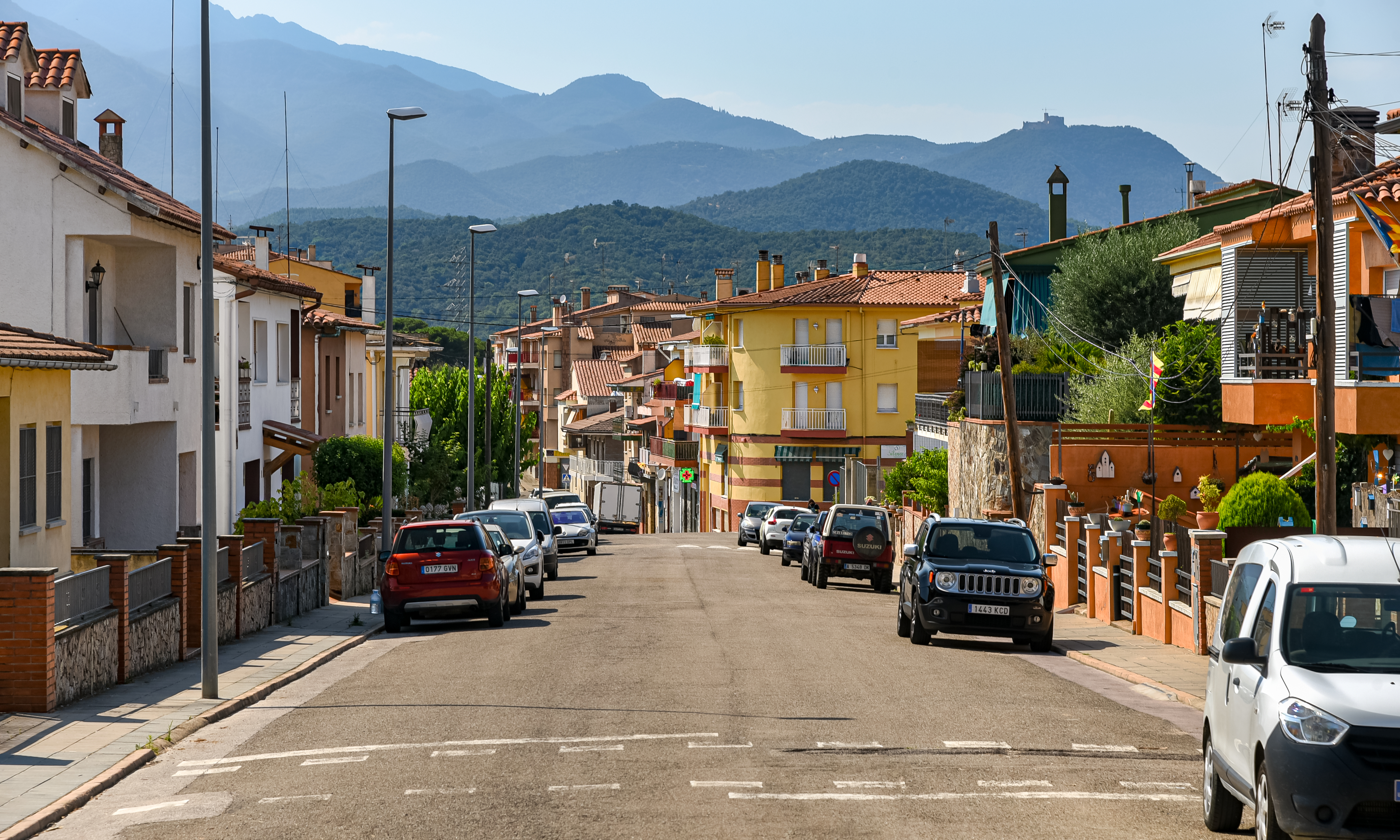
Calle de la localidad en el

Existe la creencia entre las gentes del lugar de que el nombre proviene de un antiguo hostal muy famoso en el pueblo. Como en aquella época Hostalrich era parada casi obligatoria de los viajeros que iban a Barcelona desde Gerona o viceversa, el hostal hizo grandes cantidades de dinero y de ahí la terminación catalana "ric", que en español quiere decir rico.
El Instituto Vescomtat de Cabrera fue el recinto donde se grabaron las escenas de cárcel de la serie de televisión emitida por TV3 Ventdelplà.

## Demografía
Hostalrich cuenta con una población de 4446 habitantes (INE 2024).
| Gráfica de evolución demográfica de Hostalrich entre 1842 y 2021                                                    |
| |
| Población de derecho según los censos de población del INE Población de hecho según los censos de población del INE |

## Administración
| Periodo   | Nombre                                                          | Partido |
| --------- | --------------------------------------------------------------- | ------- |
| 1979-1983 | Antoni Plans Humet                                              | CiU     |
| 1983-1987 | Rosend Mas Agell                                                | CiU     |
| 1987-1991 | Rosend Mas Agell                                                | CiU     |
| 1991-1995 | Joan Boix Auladell (1991-1992) Emilia Pujol Domingo (1992-1995) | CiU     |
| 1995-1999 | Eugeni Medina Pando                                             | GIH     |
| 1999-2003 | Eugeni Medina Pando                                             | GIH     |
| 2003-2007 | Eugeni Medina Pando                                             | CiU     |
| 2007-2011 | José Antonio Frías Molina                                       | CiU     |
| 2011-2015 | José Antonio Frías Molina                                       | CiU     |
| 2015-2019 | José Antonio Frías Molina                                       | CiU     |
| 2019-2023 | Nil Papiol Champagne                                            | SxH-AM  |
| 2023-act. | Nil Papiol Champagne                                            | SxH-AM  |

## Comunicaciones

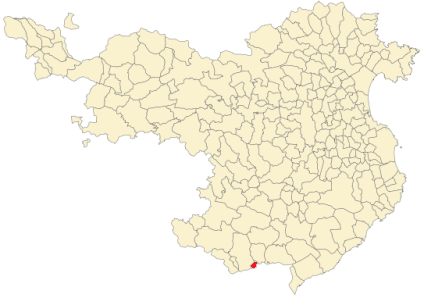
Situación de Hostalrich en la provincia de Gerona

Está comunicado con la salida 10 de la autopista AP-7 y atravesado por la C-251, de la que actualmente se ha hecho una variante que pasa por las afueras del núcleo urbano. La estación de Hostalrich conecta con las siguientes dos líneas ferroviarias:
- R2 Norte: (Massanas a aeropuerto del Prat). Paradas principales: Massanas, San Celoni, Granollers Centro, Barcelona, aeropuerto del Prat.
- R11 (Barcelona-Sans a Portbou). Paradas principales: Barcelona, San Celoni, Massanas, Gerona, Figueras, Portbou, Cerbère.

## Lugares de interés
- Castillo de Hostalrich, sobre un cerro volcánico que domina la población. Actualmente convertido en un lugar de turismo y en donde podemos encontrar un restaurante donde sirven a la carta y también banquetes nupciales.
- Recinto amurallado con ocho torres cilíndricas.
- Iglesia de Santa María, del siglo XVII.
- Red de túneles subterráneos que atraviesan el núcleo antiguo, popularmente denominados "minas".
- Cueva del Relliguer; se cree que los judíos de la población las usaban para sus ceremonias.

## Fiestas, ferias y mercados
La fiesta mayor se celebra el primer fin de semana de julio. La Feria y el mercado Medieval se celebran el fin de semana de Pascua, es decir, Viernes Santo, Sábado y Domingo de Resurrección. Éste resulta ser uno de los mayores acontecimientos del pueblo, ya que atrae feriantes de toda España, para condimentar un pueblo con una larga historia. Si se da un paseo por el pueblo durante esta feria Medieval, se podrá entrar en el castillo, y se podrán ver arqueros medievales, templarios, y muchos más. La Fiesta de los Gigantes (Festa Gegantera) se celebra el fin de semana más cercano al 1 de mayo. La Feria de San Miguel se celebra el último fin de semana de septiembre. También hay un evento que simula la guerra del francés en otoño.
El día de mercado semanal es el martes.